# Čtrnáct svatých pomocníků

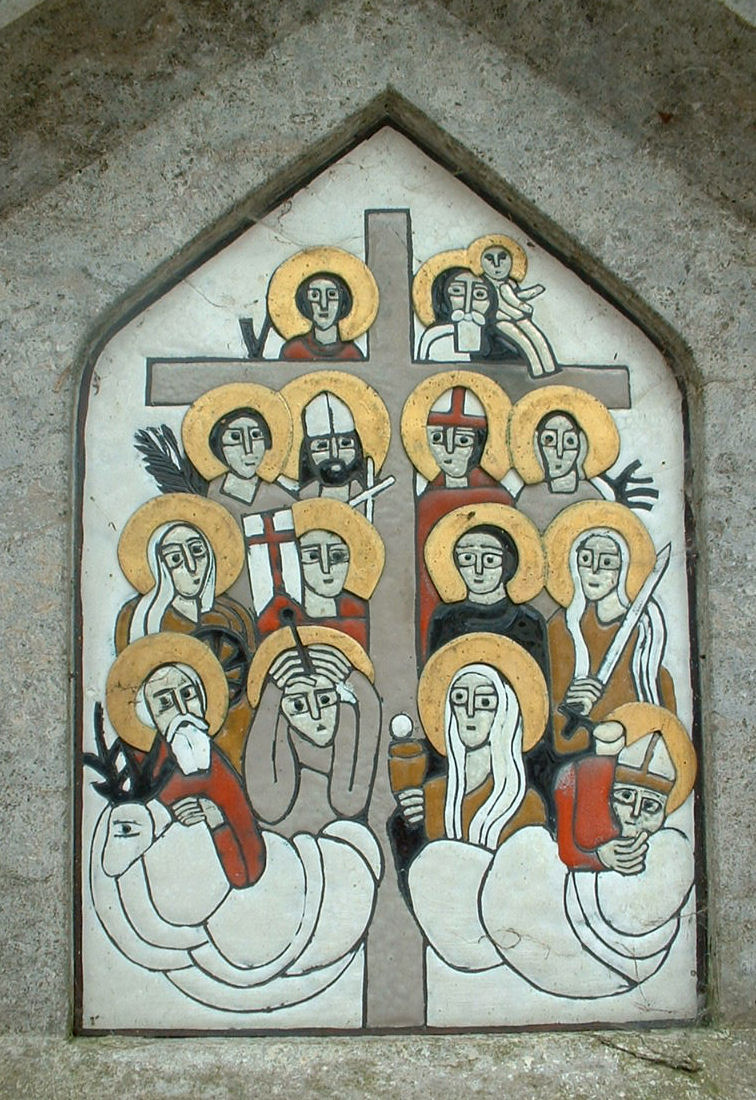
Čtrnáct svatých pomocníků

Čtrnáct svatých pomocníků je skupina svatých uctívaných v římskokatolické církvi společně i samostatně, jako mocní přímluvci a ochránci před neštěstím a nemocemi. Nejvýznamnějším kostelem zasvěceným této skupině je bazilika čtrnácti svatých pomocníků u Bad Staffelsteinu v Horních Francích.

## Úcta
Pomocníci v nouzi či svatí pomocníci jsou poprvé zmiňováni na konci 13. století.
V letech 1445–6 mělo dojít ke třem zjevením Hermannu Leichtovi, klášternímu pastýři v Langheimu v Horních Francích, na jejichž základě byla skupina čtrnácti svatých služebníků vytyčena. Na místě údajného zjevení vzniklo poutní místo Vierzehnheiligen.
Úcta se začala rychle šířit po celém Německu a přilehlých zemích. Velké popularity dosáhla v Porýní, k čemuž výrazně napomohla epidemie (pravděpodobně mor), později známá jako Černá smrt.
V roce 1448 bylo založeno Bratrstvo čtrnácti svatých pomocníků, které papež Pavel V. v roce 1610 schválil a obdařil odpustky.
Dle starých životopisů svatých "bylo od pradávných časů zbožným zvykem dne 4. prosince konat společnou památku čtrnácti svatých Pomocníků" (Ekert, František: Církev vítězná, 4. díl, Praha 1899. Dále Vondruška, Isidor: Životopisy svatých, 1. díl, Kuncíř Praha 1930, str. 90, uvádí: Společná památka tak zvaných čtrnácti svatých pomocníků se koná 4. prosince." 
Beneš Method Kulda, kanovník vyšehradský, v 1. díle své práce Církevní rok (Praha, 1880) na str. 46. uvádí k datu 4. prosince, po svátku sv. Barbory: "Od časů pradávných v Církvi svaté vůbec, a v národě našem českém zvlášť katolíci důvěrně vzývají v rozličných potřebách čtrnácte svatých Pomocníků, z nichžto každému přičítá se zvláštní přímluvná moc v jistých nehodách a neduzích." Na závěr této části pak uvádí: "V některých zemích křesťanských počítá se patnácte svatých Pomocníků. Tito staví čtrnácti vyjmenovaným Pomocníkům v čelo nejblahoslavenější Marii Pannu, Rodičku Boží. V Německu jest patnáctým Pomocníkem svatý Magnus, rodem Irčan, věrozvěst Švábů (6. září)." Na str. 48. pak doplňuje:  "Žádají-li nábožní ctitelové ke cti čtrnácti svatým Pomocníkům mši svatou, volí kněz církevně předepsanou ´De pluribus martyribus´ ex communi sanctorum, poněvadž téměř všickni svatí Pomocníci jsou mučníci a mučenice."  

## Seznam 14 svatých pomocníků
| Jméno                   | Svátek        | Patron                                                  |
| ----------------------- | ------------- | ------------------------------------------------------- |
| Akátius (Acacius)       | 8. května     | proti bolestem hlavy                                    |
| Barbora                 | 4. prosince   | proti horečce a náhlé smrti                             |
| Blažej                  | 3. února      | proti nemocem krku a pro ochranu domácích zvířat        |
| Kateřina Alexandrijská  | 25. listopadu | proti náhlé smrti                                       |
| Kryštof                 | 25. července  | proti moru a nebezpečí na cestách                       |
| Cyriak (Kyriak)         | 8. srpna      | proti pokušení, v hodině smrti                          |
| Diviš (Dionýsius)       | 9. října      | proti bolestem hlavy                                    |
| Erasmus                 | 2. června     | proti zažívacím nemocem                                 |
| Eustach                 | 20. září      | proti rodinným neshodám                                 |
| Jiří                    | 24. dubna     | patron skautů, pro zdraví domácích zvířat               |
| Jiljí                   | 1. září       | proti moru, dobrou zpověď, a invalidy, žebráky a kováře |
| Markéta Antiochijská    | 20. července  | po dobu porodu, a pro ochranu před démony               |
| Pantaleon (Panteleimon) | 27. července  | lékařů, proti rakovině a tuberkulóze                    |
| Vít                     | 15. června    | proti epilepsii, bleskům a pro ochranu domácích zvířat  |